# Sehlde
Sehlde là một đô thị ở huyện Wolfenbüttel, trong bang Niedersachsen, nước Đức. Đô thị Sehlde có diện tích 20,38 km².